# Stenarctia rothi
Stenarctia rothi är en fjärilsart som beskrevs av Rothschild 1933. Stenarctia rothi ingår i släktet Stenarctia och familjen björnspinnare. Inga underarter finns listade i Catalogue of Life.